# نیوبرگ (میزوری)
نیوبرگ (به انگلیسی: Newburg) یک شهر در ایالات متحده آمریکا است که در شهرستان فلپس، میزوری واقع شده‌است. نیوبرگ ۱٫۶۱ کیلومتر مربع مساحت و ۴۷۰ نفر جمعیت دارد و ۲۱۸ متر بالاتر از سطح دریا قرار دارد.